# Acacia amboensis
Acacia amboensis é uma espécie de leguminosa do gênero Acacia, pertencente à família Fabaceae.